# Yuto Horigome (skateboardåkare)
Yuto Horigome, född 7 januari 1999 i Tokyo, är en japansk skateboardåkare.

## Karriär
Vid olympiska sommarspelen 2020 i Tokyo tävlade Horigome i den första upplagan av skateboard som OS-gren och tog då guld i disciplinen street. Vid OS 2024 tog han åter guld i disciplinen street. Han har även bland annat ett VM-guld från 2021.